# جاكسونفيل (فلوريدا)

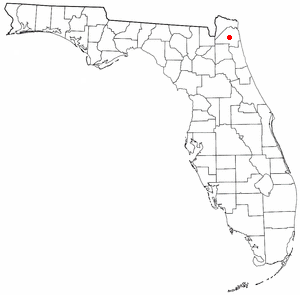
موقع جاكسونفيل في فلوريدا

جاكسونفيل (Jacksonville) هي المدينة الأكثر اكتظاظاً بالسكان في ولاية فلوريدا، وترتيبها 13 بالنسبة للولايات المتحدة الأمريكية. وهي حاضرة مقاطعة دوفال. في عام 2005، قُدِّر عدد سكان المدينة بحوالي 782623 نسمة. تقع المدينة بالقرب من نهر سينت جونز الذي يتدفق من الشمال نحو المحيط الأطلسي. تأسست المدينة في عام 1791 باسم «كاوفورد»، ولكن في عام 1822 أصبح اسمها «جاكسونفيل» نسبة إلى الجنرال أندرو جاكسون، حاكم فلوريدا الأول وسابع رئيس للولايات المتحدة الأمريكية.
تقع جاكسونفيل في شمال شرق ولاية فلوريدا الأمريكية، وهي من أكبر مدن الولايات المتحدة من حيث المساحة أيضًا، وذلك لأن مساحتها 2264.6 كم2 (885 ميلاً مربعًا). تغطي تقريبًا مقاطعة دوفال بالكامل. توجد فيها جامعة شمال فلوريدا.
التحديثات التي تطرأ على ميناء جاكسونفيل جعلتها واحدة من أكبر وأهم القواعد المدنية العسكرية بالولايات المتحدة، كما أصبحت ثالث أكبر ميناء بحري، وتتنوع عوامل التجارة والاقتصاد في جاسكونفيل فتزدهر شركات التأمين والصناعات المصرفية والرعاية الصحية والسياحة خاصة المرتبطة بالـجولف.

## توأمة
لجاكسونفيل (فلوريدا) اتفاقيات توأمة مع كل من:
- باهيا بلانكا
- مورمانسك (14 يوليو 1975 -)
- شيمبوتي
- نانت
- ينغكو
- بورت إليزابيث
- كوريتيبا
- سوجو

## أعلام
- بانايوت بانو
- آشلي غرين
- ألين كولينز
- بيسي كوليمان
- كيلي كيلي
- بات بون
- بوب هايز
- فرد دورست
- دينيس فويلت
- جون أرتشيبالد ويلر

## وصلات خارجية
- الموقع الرسمي